# Laverio (martire)
<div lang="dialetto lucano">(dialetto lucano)
«Sant' Lavie' la neve è a lu piè»
(Detto popolare)
Laverio, chiamato spesso per metatesi Laviero o Laviere (Teggiano o Acerenza o Ripacandida, III secolo – Grumentum, 17 novembre 312), è stato un militare romano, martirizzato per la sua fede cristiana e venerato come santo dalla Chiesa cattolica.

## Agiografia
La vita e le gesta di questo santo sono raccontate nelle Gesta Sancti Laverii, biografia scritta nel 1162 da un certo Roberto di Romana, diacono di Saponara (di Grumento), ma che subì aggiunte ed alterazione nel XV o XVI secolo.
Secondo le fonti medievali nacque a Teggiano nel III secolo (altre fonti dicono Acerenza o Ripacandida), da genitori pagani, dalla famiglia Sergia di Teggiano e aveva un fratello di nome Mariano. 
Pare che la sua famiglia non avesse ancora aderito alla fede cristiana e che il padre Achille professasse la religione pagana.
Cominciò a predicare nella sua cittadina facendo conoscere il vangelo di Gesù nella sua famiglia e ai suoi amici. Da Teggiano, Laviero passò a Acerenza dove incontrò il prefetto pagano di quel tempo: Agrippa. Secondo la tradizione Agrippa arrestò Laviero e gli diede ordine di immolare agli dei pagani. Essendosi Laviero rifiutato, venne torturato per una notte intera con l'aculeo e il cavalletto di tortura rimasto appeso nella piazza di Acerenza. Ma lui non si scoraggiò e continuò a predicare l'amore verso Dio e a far conoscere il vangelo di Gesù. Agrippa, venuto a sapere di Laviero che continuava con la sua professione di fede, lo fece condurre nell'anfiteatro per essere sbranato dalle belve. Le belve invece di azzannarlo si inginocchiarono vicino a Laviero e tutto il popolo osannò Dio nei suoi angeli e in Laviero, amico del Signore. Venne quindi chiuso in una cella sotto rigorosa custodia, ma un angelo mandato da Dio gli avrebbe aperto le porte della cella senza che nessuno se ne accorgesse e gli ordinò di recarsi nella cittadina di Grumentum.
Laviero così fece e arrivò a Grumentum il 15 agosto del 312. Anche qui Laviero cominciò a predicare e a battezzare sotto il nome e la fede di Gesù. Agrippa, venuto a sapere della fuga di Laviero, mise 300 soldati alla sua ricerca con l'ordine di decapitarlo. Ci fu un traditore che rivelò il nascondiglio e Laviero fu catturato. Venne più volte flagellato e, siccome continuava a parlare di Gesù, venne condotto fuori dalla città alla confluenza dei fiumi Agri e Sciaura e gli venne tagliata la testa con la spada. La sua anima fu vista volare al cielo per ricevere la corona della gloria e la palma del martirio. I soldati di Agrippa fecero ritorno a Acerenza spaventati e impauriti.
Il corpo di Laviero venne seppellito sul luogo del martirio a cura di una matrona romana con grande solennità e devozione.

## Culto
A partire da Grumento Nova il culto e la devozione al primo martire della Basilicata si diffuse rapidamente in tutta la regione e anche nelle regioni limitrofe.
San Laviero è patrono di: 
- Acerenza (PZ) compatrono
- Grumento Nova (PZ) compatrono
- Laurignano (CS)
- Ripacandida (PZ) compatrono
- Teggiano (SA) compatrono
- Tito (PZ)

### Le reliquie e la devozione a Tito
Le spoglie mortali, venerate come reliquie, sono state disperse a causa delle invasioni barbariche prima e saracene poi. Una parte importante dei resti andò perduta nel corso della distruzione della città di Satriano ordinata da Giovanna II d'Angiò (nel 1424 o nel 1430). Alcuni abitanti satrianesi scampati alla distruzione riparono a Tito, portando con sé anche un osso del braccio del Santo, unica reliquia rimasta. I titesi accolsero i profughi ed anche il Santo, al punto da farlo patrono della propria città. Dal 1465 circa la cittadina di Tito venera come suo patrono e protettore. Dopo pochi anni iniziò la costruzione della nuova chiesa madre del paese che sarà intitolata a San Laviero martire della Lucania.
Successivamente anche l'ultimo resto fu profanato e trafugato: il braccio reliquiario di san Laverio venne rubato dalla chiesa madre di Tito nel dicembre del 1968 e ad oggi non esiste più nessuna reliquia di san Laverio.
A Tito è usanza festeggiare San Laverio martire il 7 settembre con la Madonna del Monte Carmine e il 17 novembre per ricordare il martirio avvenuto il 17 novembre del 312 d.C. a Grumento Nova. Le due festività sono precedute da un solenne novenario di preghiera. Durante la festa del 17 novembre il santo viene invocato dai titesi nei casi di malattie o di pubbliche calamità e si conclude con fuochi pirotecnici. Nella chiesa madre a lui dedicata si conserva una pregevole statua lignea del Settecento che viene solennemente da portata in processione il 7 settembre e il 17 novembre.

### Il culto a Grumento Nova
Alla confluenza dei fiumi Agri e Sciaura si trova una cappella dedicata a San Laviero martire; sulla porta d'ingresso c'è una lapide che ricorda ai grumentini il loro santo. C'è scritto:
La cappella di San Laviero martire presenta un altare in marmo dove, secondo la leggenda, c'è il cranio del santo. L'altare in marmo presenta un pregevole altorilievo del santo che lo rappresenta con la palma del martirio e il vangelo. Ancora oggi san Laviero martire è venerato il 17 novembre a Grumento Nova (nei pressi dell'antica Grumentum) e durante l'estate con il percorso guidato archeologico "sulle orme di S.Laviero".